# Schloss Marienburg (Leutesdorf)

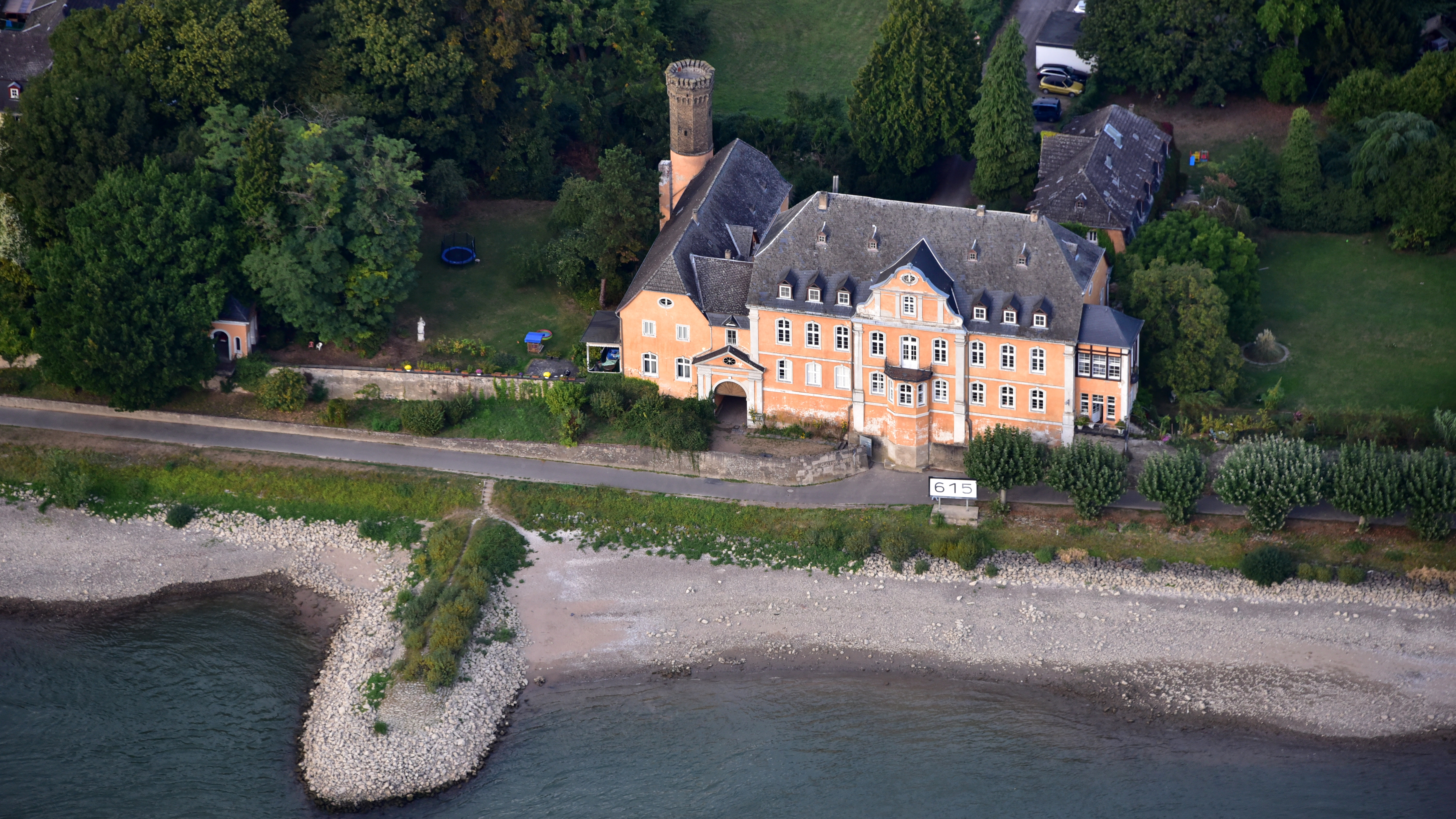
Schloss Marienburg, Luftaufnahme (2016)

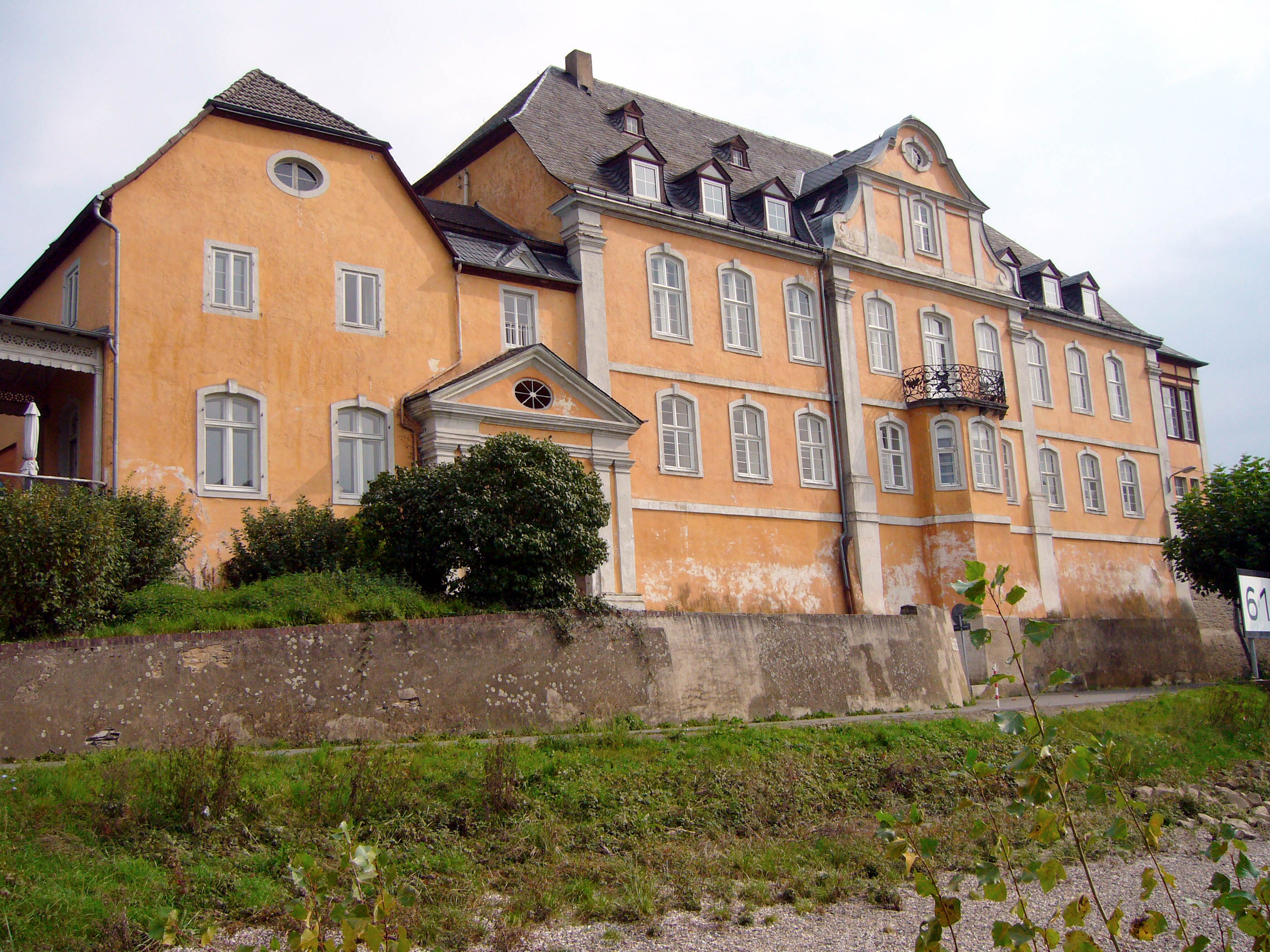
Rheinansicht Marienburg

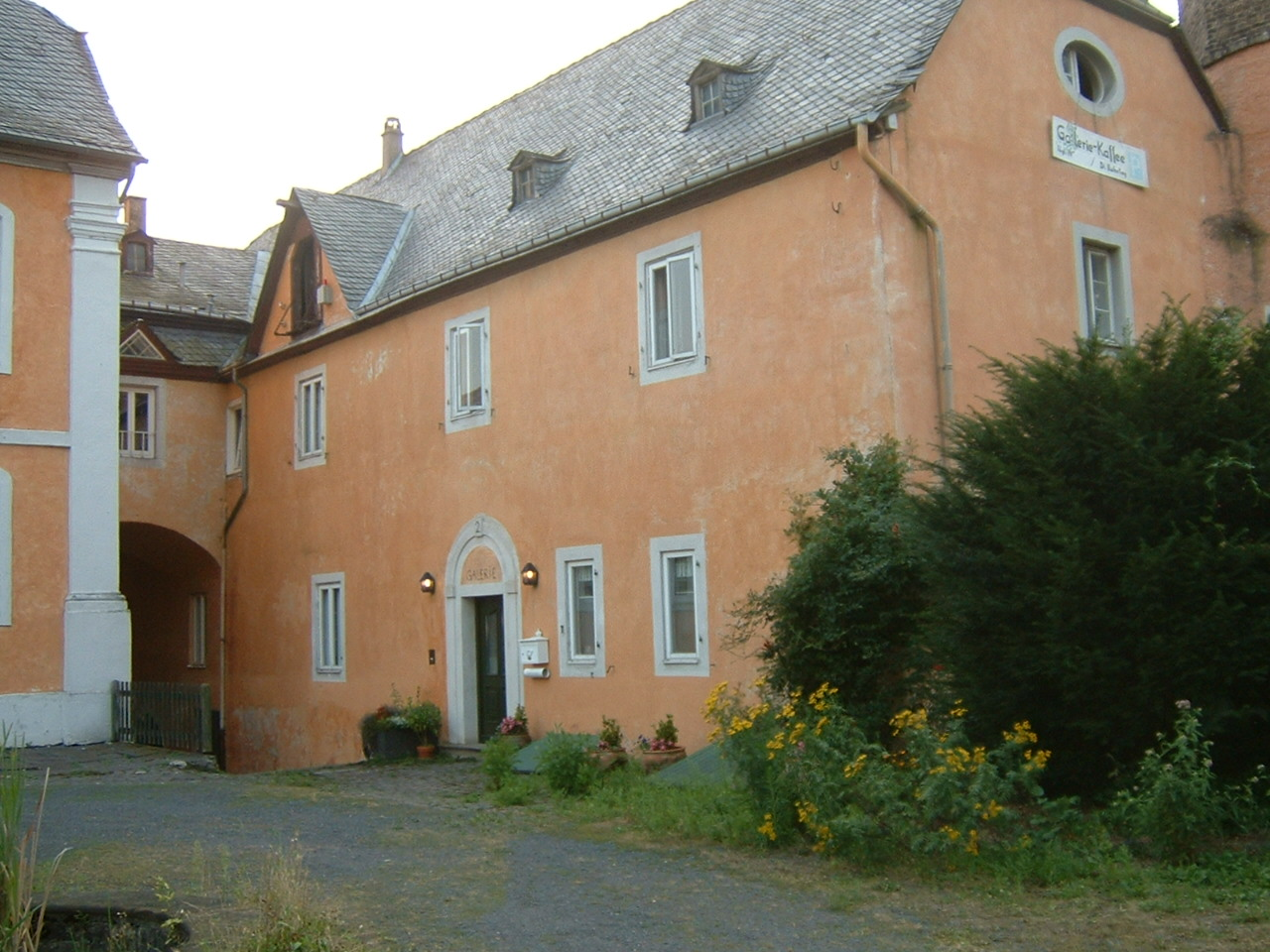
Nordflügel

Die Marienburg in Leutesdorf ist ein kleines Barockschloss im Norden des Ortes direkt am Rhein gelegen.

## Die Geschichte der Burg
Der Ursprung geht auf die Leutesdorfer Burg zurück, welche von den Vögten von Leutesdorf erbaut wurde. Diese waren von den Grafen von Virneburg bestellt worden. Im Jahr 1300 wird der Ritter Werner Vogt von Leutesdorf als Raubritter erwähnt. Im Laufe der Jahrhunderte erwarben die Vögte von Leutesdorf durch Heirat mit Bürresheimer Erbtöchtern, Anteile an der Burg Bürresheim, und siedelten dorthin um. Im Laufe der Zeit wurde aus der Burg ein Weinhof. Die einzelnen Linien der Vögte von Leutesdorf starben nacheinander aus. Die letzte Erbtochter Katharina Vogt von Leutesdorf heiratete 1464 den Ritter Emmerich Schilling von Lahnstein.
Im Jahr 1661 wurden die Breitbach-Bürresheimer nach einem Prozess, der 89 Jahre dauerte, Eigentümer der Burg Leutesdorf. 1680 wurde die Burg wieder verkauft, an Ferdinand Damian Freiherr von Breitbach, Herr zu Bürresheim. Dieser wiederum verkaufte das Anwesen 1736 an den kurtrierischen Hofrat Ernst Anton Sohler, der Direktor des Leutesdorfer Rheinzolls war.

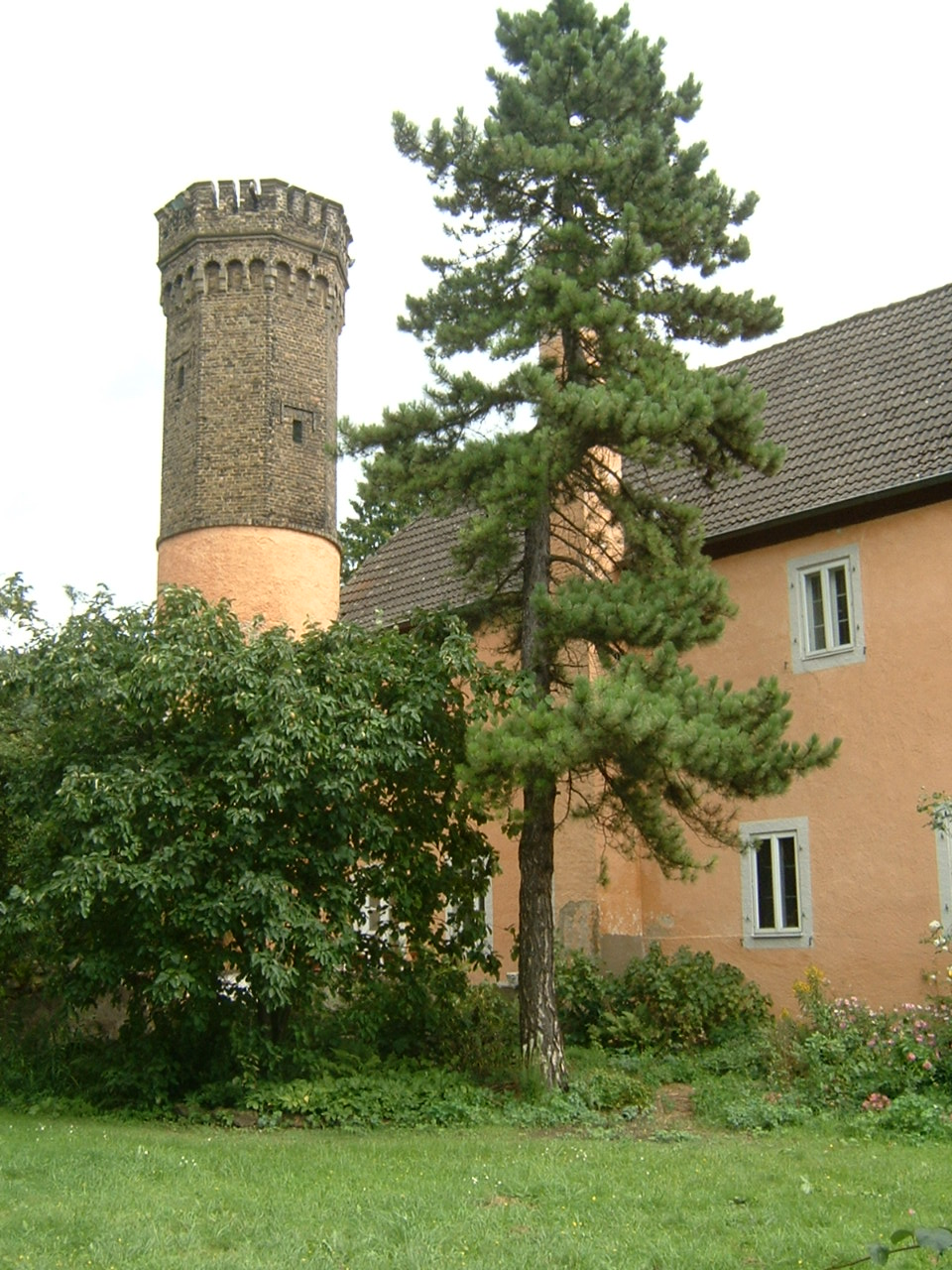
Turm mit Nordflügel

## Marienburg
1750–1754 ließ der kurtrierische Hofrat Ernst Anton Sohler, der auch eine Zeit lang Eigentümer des Namedyer Werthes war, das nach ihm seinerzeit Sohler's Werth benannt wurde, auf den Fundamenten der Leutesdorfer Burg, ein vierstöckiges Barockschlösschen erbauen. Die Schaufront ist dem Rhein zugewandt, landseitig ist der Haupteingang, versehen mit einem schönen Rokokoportal. Der rechtwinklig an das Hauptgebäude angebaute Nordflügel mit Turm und ein weiteres getrennt stehendes Gebäude, bilden zusammen den hufeisenförmigen Innenhof. Ein schöner Landschaftsgarten mit Pergola und einem kleinen Pavillon zum Rhein hin, schließt sich dem Anwesen an. Er selbst wohnte nur fünf Jahre in dem Haus und starb 1759. Das zehnte Kind seiner Schwester übernahm als Erbe seines Onkels Ernst Anton Josef Mees die Burg, die seitdem Meesenburg hieß.
Im Jahr 1855 verkauften die Erben die Burg und das Namedyer Werth an Julius Johanny in Hückeswagen. Er benannte die Burg nach seiner Frau „Charlottenburg“. Im Oktober 1869 wurde die Burg an Carl Emil Blank aus Barmen verkauft, seitdem heißt sie „Marienburg“. Blank war ein Schwager von Friedrich Engels. Nach dem Zweiten Weltkrieg richteten die Mennoniten ein Altenheim für Heimatvertriebene dort ein. Nach Auflösung des Altenheims wurde die Burg von zwei Urenkeln Blanks renoviert.

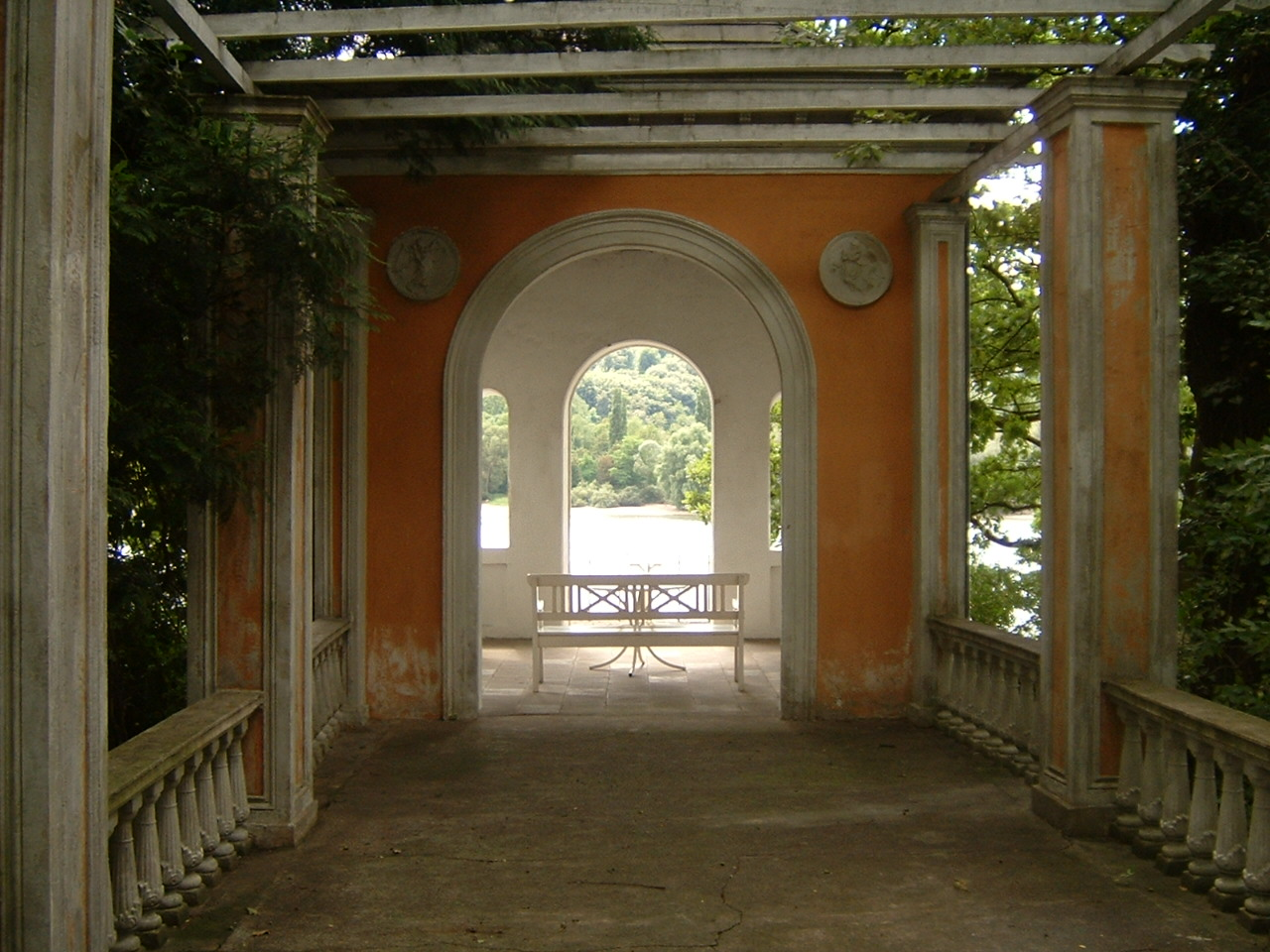
Pergola mit Pavillon

Heute befinden sich in der Marienburg Privatwohnungen, Besichtigungen sind daher nicht möglich. Im Nordflügel befand sich ehemals die „Kaffee-Galerie Marienburg“, in der regelmäßig Ausstellungen heimischer Künstler und Präsentationen der Leutesdorfer Weine stattfanden.

## Spuk in der Burg
Nach einer Überlieferung spukte es im Schloss in vergangenen Zeiten. Es wird erzählt, dass einer der letzten Besitzer um das Jahr 1700 an einem Karfreitag vom Teufel geholt wurde und lebendigen Leibes in die Hölle geschleift wurde. Von da an spukte es in der Burg. Der Geist kam mit großem Getöse vom Dorf her, lief durch den Innenhof in den Nordflügel, von da in die Küche des Haupthauses und verschwand in der Speisekammer. Gleichzeitig soll es auch im Garten unruhig zugegangen sein.